# 1. marinska pehotna divizija (Wehrmacht)
Za druge 1. divizije glejte 1. divizija.
1. marinska pehotna divizija (izvirno nemško 1. Marine-Infanterie-Division) je bila marinska divizija v sestavi Kriegsmarine (Wehrmacht) med drugo svetovno vojno.

## Vojna služba
| Datum              | Korpus                     | Armada              | Armadna skupina       | Področje (vir) |
| februar–april 1945 | Oderkorps                  | 9. armada           | Armadna skupina Visla | Stettin        |
| april–maj 1945     | XXXXVI. korpus (Wehrmacht) | 3. tankovska armada | Armadna skupina Visla | Stettin        |

## Organizacija
- štab
- 1. marinski pehotni polk
- 2. marinski pehotni polk
- 4. marinski pehotni polk
- Fusilirski bataljon
- Nadomestni bataljon
- Tankovskolovski bataljon
- Artilerijski bataljon

## Poveljstvo
Poveljnik
- Kontraadmiral Hans Hartmann (31. januar 1945–17. februar 1945)
- Generalmajor Wilhelm Bleckwenn (17. februar 1945–8. maj 1945)